# BMW GINA

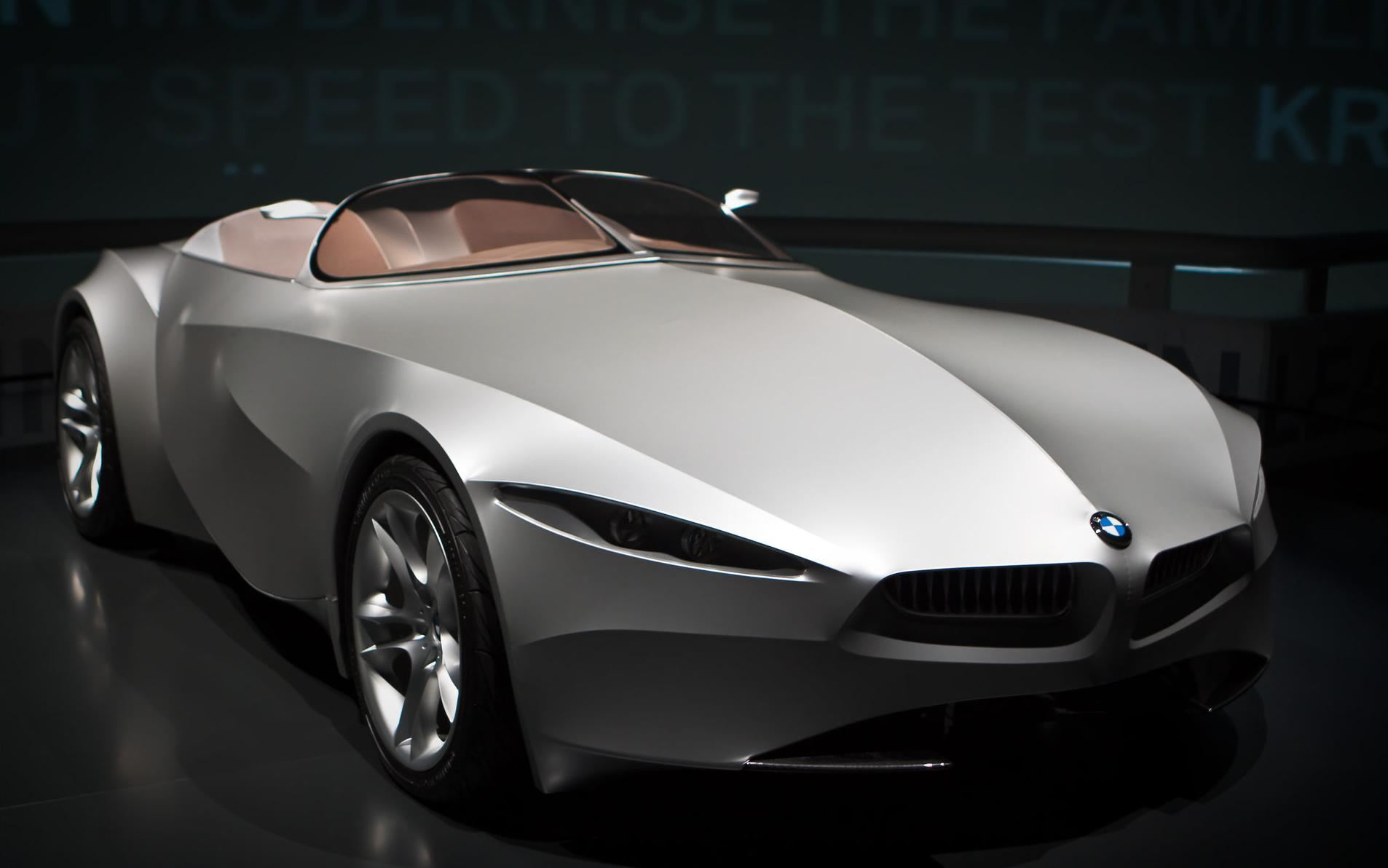
BMW Gina, музей BMW, Мюнхен, Германия.

BMW GINA (GINA Light Visionary Model) — концепт-кар спортивного автомобиля от BMW, который может менять свою форму за счет того, что под её каркасом, обтянутым тканью, располагаются маленькие стальные балки и управляемые компьютером гидравлические мини-установки. GINA может менять форму боковых рейлингов, спойлера и бамперов в стиле sport и city. Так же у машины двери открываются как у суперкара, только открывание и закрывание дверей выглядит как будто машина «разрывается», также у неё выдвигаются фары, в ней вообще нет швов (по крайней мере их не видно). GINA расшифровывается как «Geometry and functions In 'N' Adaptations», что переводится как «Геометрия и функции в „N“ адаптациях.» Её дизайн был подготовлен главой отдела дизайна БМВ, Крисом Бэнглом, который утверждает, что GINA позволила его команде «бросить вызов существующим принципам и традиционным процессам» (challenge existing principles and conventional processes) Также в разработке участвовал Anders Warming.. Машина создавалась с 2001 года.

## Статьи
- Компания BMW представила концепт-кар с тканевым кузовом // motor.ru